# 史上最大のクイズ
『史上最大のクイズ』（しじょうさいだいのクイズ）は、1967年11月11日にフジテレビ系全国ネットの単発特別番組枠『テレビグランドスペシャル（第1期）』（土曜 20:00 - 20:56）で放送されたクイズ番組である。全1回。

## 概要
1967年当時の芸能界で活躍していたタレント50人をゲストに迎え、自身の知識をフルに生かして頭の体操クイズに挑戦してもらおうという趣向。1962年から1965年まで同系列局で放送された『オリンピックショウ（ジェットショー）地上最大のクイズ』を大掛かりにリバイバルした番組で、単発特別番組枠を生かして多数の芸能人で行うというのが売りである。

## 出演者

### 司会
- 桂小金治 - 『地上最大』でも担当していた。

### 出題者
- 栗原玲児

### 解答者
- 尾上和幸
- 六代目市川新之助（現・十二代目市川團十郎）
- 宮口精二
- 日色ともゑ
- 松原智恵子
- 太田雅子
- 畠山みどり
- 森進一
- 晴乃チック・タック
- ほか多数

## ルール
- 問題は全20問で、各問題は「1世紀」から「20世紀」と「世紀」付けで出される。
- まず5問を続けて行い、成績が3問以上正解の解答者は次に進める。
- 次は引き続いて5問続けて行い、3問以上正解の解答者が次に進める。
- 最後は1問ずつ争ってもらい、1人になるまで続ける。最終的に残った1名が、天井から大量の紙吹雪が降り、優勝となった[1]。